# Дамодара (астроном)
Дамода́ра — индийский астроном и математик, живший в XV веке в Южной Индии и принадлежавший к Керальской школе астрономии и математики. Был родом из деревни Ватассери в Керале. Годы жизни Дамодары неизвестны.
Дамодара был сыном и главным учеником выдающегося астронома Парамешвара Ватассери (1360—1425), сформулировавшего систему астрономических расчётов дригганита. Самым известным учеником Дамодары был Нилаканта Сомаяджи. Ни один из трудов Дамодары не дошёл до наших дней, однако сохранились некоторые цитаты из них в работах его ученика Нилаканты.